# Dilophus alpinus
Dilophus alpinus är en tvåvingeart som beskrevs av Harrison 1990. Dilophus alpinus ingår i släktet Dilophus och familjen hårmyggor. Inga underarter finns listade i Catalogue of Life.